# Сражение у реки Тигр
Сражение у реки Тигр — сражение между войсками Селевка и стратега Верхних сатрапий на службе у Антигона Никанора осенью 311 года до н. э. Селевк сумел ввести в заблуждение Никанора, который не озаботился должной охраной своего лагеря, так как не ожидал нападения. Ночью Селевк со значительно меньшими силами напал на ничего не подозревающих спящих в лагере воинов Никанора. В ходе последующей паники Селевк полностью уничтожил войско противника. Сражение имело важные последствия для Селевка и позволило ему захватить громадные территории в области Персидского залива и Месопотамии — Мидию, Персиду и Сузиану.

## Предыстория
В 321/320 году до н. э. по результатам раздела Македонской империи между военачальниками Александра Македонского сатрапом Вавилонии стал Селевк. В ходе Второй войны диадохов 319—315 годов до н. э. Антигон завоевал бо́льшую часть азиатских владений Македонской империи. После победы он казнил многих из сатрапов, которые оказались в его власти. Селевк вовремя оценил ситуацию и бежал ко двору правителя Египта Птолемея. Зимой 312/311 года до н. э. Птолемей во время Третьей войны диадохов разбил войско Антигона под командованием его сына Деметрия в битве при Газе. Эта победа открыла врагам Антигона путь вглубь его азиатских владений. Селевк, воспользовавшись моментом, решил вернуть себе власть в Вавилоне. Птолемей выделил военачальнику тысячу воинов и 200 всадников, с которыми Селевк и отправился в Вавилонию.
После успешной осады и штурма Вавилона летом 311 года до н. э. Селевк начал вербовать войска для продолжения войны с Антигоном. Между тем стратег Верхних сатрапий на службе у Антигона Никанор при получении известий о падении Вавилона стал собирать собственное войско для военных действий против Селевка. Селевк, хоть и имел значительно меньшие силы (три тысячи воинов и 400 всадников против семи тысяч всадников и тысячи пеших воинов у Никанора), оставил стратегом Вавилонии одного из своих ближайших друзей Патрокла и выступил в поход.

## Сражение
Селевк со своим войском переправился через Тигр. Он укрыл своих воинов в тянущихся вдоль реки болотах в надежде, что сможет застать Никанора врасплох. Когда Никанор прибыл к Тигру, он посчитал, что противник, ввиду численного меньшинства в количестве воинов, отступил на запад. Возможно, именно Селевк каким-то неизвестным способом смог дезинформировать своего противника. Его план удался, так как введëнный в заблуждение Никанор обустроил временный лагерь и не позаботился о его должной защите. Селевк ночью напал на не ожидавших сражения воинов Никанора, чем вызвал в войске противника панику. По мнению С. В. Смирнова, сражение состоялось в конце осени (в октябре или ноябре), по мнению Д. Грейнджера — в сентябре 311 года до н. э.
В ходе сражения погиб один из военачальников Никанора, сатрап Персиды Эвагор. Всё войско Никанора оказалось рассеянным, после чего его воины стали массово переходить на сторону Селевка. Согласно Диодору Сицилийскому, сам Никанор бежал; Аппиан, однако, писал, что Никанор погиб во время сражения от рук Селевка. Й. Лендеринг утверждал, что Никанор бежал, но был настигнут Селевком и убит. Возможно, Никанор погиб в ходе второго, не зафиксированного в источниках, сражения с Селевком. Аппиан высказал мнение, что Селевк получил эпиклесу «Никатор» («Победитель») именно после сражения у Тигра, возможно, «за победу над Никанором».

## Последствия
Сразу же после победы Селевк занял Экбатану, столицу Мидии, после чего захватил Сузы. В течение полугода после сражения у реки Тигр Селевк стал могущественным правителем, которому подчинялись Мидия, Персида и Сузиана и соседние области. Быстрота, с которой Селевк занял эти провинции, была, не в последнюю очередь, обусловлена ненавистью к Антигону, которую он заслужил за четыре года своего правления в Верхних сатрапиях.

### Исследования
- Дройзен И. Г. История эллинизма. — Ростов н/Д.: Феникс, 1995. — Т. 2. — 544 с. — ISBN 5-85880-079-3.
- Смирнов С. В. Государство Селевка I (политика, экономика, общество). — М.: Русский фонд содействия образованию и науке, 2013. — 344 с. — ISBN 978-5-91244-099-1.
- Смирнов С. В. Пифон — наследник Александра в тени великих современников // Вестник древней истории. — М.: Наука, 2014. — Вып. 290, № 3. — С. 31—46.
- Шофман А. С. Распад империи Александра Македонского / Печатается по постановлению редакционно-издательского совета Казанского университета. Отв. редактор В. Д. Жигунин. — Казань: Издательство Казанского университета, 1984.
- Berve H. Nikanor 13 // Paulys Realencyclopädie der classischen Altertumswissenschaft :  [нем.] / Georg Wissowa. — Stuttgart : J. B. Metzler’sche Verlagsbuchhandlung, 1936. — Bd. XVII, 1. — Kol. 269—270.
- Billows R. Antigonos the One-eyed and the Creation of the Hellenistic State (англ.). — Berkeley; Los Angeles; London: University of California Press, 1997. — ISBN 0-520-06378-3.
- Grainger J. D. The Rise of the Seleukid Empire (323—223 BC) Seleukos I to Seleukos III (англ.). — Barnslay: Pen&Sword Military, 2014. — ISBN 978-1-78303-053-8.
- Lendering Jona[англ.]. Nicanor (англ.). livius.org. Livius.org[нидерл.] (20 апреля 2019). Дата обращения: 12 сентября 2023.
- Lendering Jona[англ.]. Diadochi 6: The Babylonian War (англ.). livius.org. Livius.org[нидерл.] (24 сентября 2020). Дата обращения: 12 сентября 2023.